# Гиемпсал II
Гиемпсал II (лат. Hiempsal II; I век до н. э.) — царь Нумидии в 88—60 годах до н. э.; сын Гауды, сводный брат Югурты, отец Юбы I
В 88 году до н. э., после триумфа Луция Корнелия Суллы, когда Гай Марий и его сын бежали из Рима в Африку, Гиемпсал принял их с явным дружелюбием, так как его настоящим намерением было задержать их в качестве пленников. Гай Марий вовремя обнаружил этот план и с помощью дочери правителя сумел бежать.
В 81 году до н. э. Гиемпсал был свергнут со своего трона самими нумидийцами или царём Иарбом, правителем части Нумидии, при поддержке брата консула Гнея Домиция Агенобарба, приверженца и лидера марианской партии в Африке. Вскоре после этого Сулла отправил Гнея Помпея Магна в Африку, чтобы восстановить Гимпсала, территория которого впоследствии была увеличена за счёт присоединения некоторых земель на побережье в соответствии с договором, заключенным с консулом Луцием Аврелием Котта.
Когда трибун Публий Сервилий Рулл представил свой аграрный закон (63 год до н. э.), эти земли, первоначально переданные народу Рима Публием Корнелием Сципионом Африканским, были специально освобождены от продажи, что вызвало негодование Цицерона. По Светонию видно, что Гиемпсал в 62 году до н. э. был ещё жив.
Согласно Гаю Саллюстию Криспу, Гиемпсал II был автором исторического труда на пуническом языке.